# Cleopatra (1934)
Cleopatra ist ein US-amerikanischer Spielfilm von Cecil B. DeMille aus dem Jahr 1934 über die ägyptische Königin Cleopatra. Der Film ist nach den bekanntesten Stummfilmen von 1912, 1917 und 1920 der erste wichtige Tonfilm über die berühmte Königin. Er gewann einen Oscar für die beste Kamera.

## Handlung
48 v. Chr.: Cleopatra kämpft mit ihrem Bruder Ptolemäus um die Herrschaft über Ägypten. Der verräterische Minister Pothinos entführt sie, setzt sie gemeinsam mit ihrem Diener Apollodorus in der Wüste aus und informiert Julius Cäsar, dass die Königin das Land verlassen habe. Als Cäsar einen Vertrag mit Ptolemäus schließen will, taucht Apollodorus überraschend auf, im Gepäck einen eingerollten Teppich, aus dem Cleopatra steigt. Sie verführt Cäsar mit der Aussicht auf die Reichtümer Ägyptens und Indiens. Später entdeckt sie hinter einem Vorhang ein Guckloch und rammt einen Speer in den dahinter lauernden Pothinos. 
Cäsar kehrt mit Cleopatra nach Rom zurück. Cassius, Casca, Brutus und weitere mächtige Senatsmitglieder sind über diese Entwicklung besorgt, weil sie richtigerweise befürchten, dass Cäsar seine Frau Calpurnia verstoßen will, um mit Cleopatra an seiner Seite die Römische Republik aufzulösen und sich selbst zum Imperator aufzuschwingen. Trotz der Warnungen von Calpurnia, Cleopatra, und eines Sehers, der ihm die Iden des März darlegt, betritt Cäsar den Senat und wird an Ort und Stelle ermordet.
Die gebrochene Cleopatra will ihm in den Tod folgen, doch Apollodorus erklärt ihr, dass Cäsar nicht sie, sondern nur ihre Macht geliebt habe, und überzeugt sie, dass Ägypten sie brauche.
Nach Cäsars Tod bricht zwischen den Rivalen Marcus Antonius und Octavian ein erbitterter Kampf um die Vorherrschaft in Rom aus. Antonius arrangiert in Tarsus ein Treffen mit Cleopatra, um sie als Geisel nach Rom zu führen, verfällt jedoch ihren Verführungskünsten.
Einige Zeit danach besucht Herodes der Große das frischgebackene Liebespaar und trägt beiden unabhängig den Plan vor, Antonius zu vergiften, um das von Octavian kontrollierte Rom zu befrieden. Antonius lehnt das Ansinnen ab, doch Cleopatra, die von Apollodorus an ihre Verpflichtung gegenüber ihrem Land erinnert wird, testet das Gift an einem verurteilten Mörder. Bevor sie jedoch Antonius den vergifteten Wein verabreichen kann, trifft die Nachricht ein, dass Octavian den Kriegszustand ausgerufen hat. 
Antonius will daraufhin seine Legionen und Generäle sammeln, erhält jedoch von seinem Freund Enobarbus die Nachricht, dass diese aus Loyalität zu Rom komplett desertiert wären. Enobarbus ist der Überzeugung, dass Octavian die Kontrolle über Rom nur verlieren kann, wenn Cleopatra stirbt, doch Antonius weigert sich, diese Möglichkeit auch nur in Betracht zu ziehen. 
Er zieht mit der ägyptischen Armee in den Kampf, wird jedoch von Octavian geschlagen und im eigenen Lager eingeschlossen. Cleopatra verlässt ungesehen das Lager und bietet Octavian im Austausch für Antonius’ Leben ihr Land an, was dieser ablehnt. Antonius, der fälschlicherweise annimmt, dass Cleopatra ihn für Octavian verlassen habe, fügt sich selbst eine tödliche Stichwunde zu. Die gebrochene Cleopatra kehrt in das Lager zurück, versöhnt sich mit ihrem sterbenden Geliebten und tötet sich in dem Moment, in dem die feindlichen Truppen eindringen, mit einer Giftschlange.

## Synchronisation
Es existieren zwei deutsche Synchronfassungen, die erste entstand bei der Tobis-Melofilm in Berlin. Helmut Brandis schrieb das Dialogbuch und Curt Bleines führte die Dialogregie. Die zweite entstand bei der Berliner Synchron nach dem Dialogbuch von Heinrich von Einsiedel und unter der Dialogregie von Albert Baumeister.
| Rolle         | Darsteller         | Synchronsprecher 1934 | Synchronsprecher 1953 |
| ------------- | ------------------ | --------------------- | --------------------- |
| Cleopatra     | Claudette Colbert  | Til Klokow            | Gisela Trowe          |
| Mark Anton    | Henry Wilcoxon     | Werner Schott         | Erich Schellow        |
| Julius Caesar | Warren William     | Ernst Stahl-Nachbaur  | Wilhelm Borchert      |
| König Herodes | Joseph Schildkraut | Herbert Gernot        | Klaus Miedel          |
| Octavian      | Ian Keith          | Hans Eggerth          | Friedrich Joloff      |
| Calpurnia     | Gertrude Michael   | Lillian Berley        | Lu Säuberlich         |
| Enobarbus     | C. Aubrey Smith    | Walter Werner         | Walther Suessenguth   |
| Apollodorus   | Irving Pichel      |                       | Heinz Engelmann       |
| Casca         | Edwin Maxwell      |                       | Hans Emons            |
| Cassius       | Ian McClaren       |                       | Alfred Balthoff       |
| Potheinos     | Leonard Mudie      | Alfred Haase          | Paul Wagner           |

## Kritiken
„Monumentalopus, das die Historie als Folie für Cleopatras Liebesleben benutzt“, befand das Lexikon des internationalen Films.

„Historisch gesehen, ist Cleopatra eine der großen Herrscherinnen, die die Liebe als Mittel zum Zweck gebrauchte. Es ging ihr um die Freiheit ihres Volkes. Der Film zwängt das große Weltgeschehen in eine enge private Sphäre; aus der Königin wird ein verführerisches Weibchen, aus Männern, die Rom zur Weltmacht erhoben, keifende Waschlappen. Was hier mit einem Cäsar oder einem Octavian geschieht, ist keine Vermenschlichung, sondern Degradierung.“

## Auszeichnungen
Der Film gewann 1935 einen Oscar in der Kategorie Beste Kamera und war zudem in den Kategorien Bester Film, Beste Regieassistenz, Bester Schnitt und Bester Ton nominiert.